# Посетилац Q (филм)
Посетилац Q (ビジターＱ, Биђита кју) је контроверзни филм јапанског режисера Такашија Миикеа из 2001. године. Снимљен је као последњи, шести део серијала Love Cinema који се састоји од шест филмова издатих директно за видео тржиште од стране независних филмаџија. Филмови су први пут представљени у биоскопу токијске четврти Шимо-Китазава. Замишљени су као нискобуџетни експерименти који би истражили могућности и погодности које пружа јефтина дигитална видео опрема, попут повећане покретљивости при снимању, као и снимања без професионалног осветљења. 
Посетилац Q у извесним сценама користи квазидокументарни приступ или опонаша кућне аматерске снимке што ствара привид реализма који је у директном контрасту са неким крајње бизарним елементима и црном комедијом филма.

## Радња
Филм често пореде са Пасолинијевом Теоремом где чудни посетилац имућне породице заведе ћерку, сина, мајку, и на крају и оца, а затим одлази неколико дана касније, драматично променивши њихове животе.
Посетилац Q је прича о несложној и дисфункционалној јапанској породици. Отац, пропали ТВ репортер, има инцестуозни однос са својом ћерком проститутком, и у покушају да створи успешну емисију, као предмет узима свог сина кога школси другови непрестано малтретирају. Син, са друге стране, своје проблеме решава тако што туче мајку, док она бежи од стварности користећи опијате, и долази до тога да мора да се окрене проституцији да би дошла до новца. 
Тада на сцену ступа млади човек који без очигледног разлога, каменицом удара оца, ТВ репортера, у главу и прати га кући. Посетилац остаје са породицом одређено време, уводећи још више хаоса у већ поремећене породичне односе. Након низа чудних и узнемирујућих догађаја, хармонија у породици бива обновљена.

## Улоге
Кеничи Ендо као отац
Шунгику Учида као мајка
Фуџико као ћерка
џун Муто као син, и
Казуши Ватанабе као мистериозни Посетилац

## Анализа филма
Упркос томе што обилује перверзним и намерно шокантним сценама, филм се заснива на конзервативним идејама и вредностима, нарочито традиционалним улогама у породици.
Миикеово инсистирање на непрестаном шокирању гледалаца игра важну улогу у уметничкој визији филма. Натписима попут: „Јеси ли некад била са оцем?“ и „Јеси ли икад тукао своју мајку?“, чини се да публика почиње да гледа из перспективе деце, пратећи тему дечје делинквенције. У очевом документарцу о безнађу нових генерација, приказане младе особе су већином проститутке и насилници. Иронично, те особе представљају његов пород.
Филм потенцира неопходност постојања жене ради одржавања харноније у традиционалном јапанском домаћинству. У једној од чувених сцена из филма, Посетилац надраживањем изазива обилну лактацију мајке (слична сцена се касније појавила и у Миикеовом филму Гозу), која преплављује кухињу млеком. На тај начин, мајчина женственост је симболично обновљена, те она поново постаје функционална као супруга и мајка.